# Cola-oorlog
Met de term Cola-oorlog (Engels: Cola wars) verwijst men naar de agressieve marketingcampagnes van de Coca-Cola Company en PepsiCo om hun producten Coca-Cola respectievelijk Pepsi ten koste van het andere merk cola te promoten. Het hoogtepunt van deze strijd lag in de jaren tachtig, hoewel beide bedrijven tot op de dag van vandaag door zijn gegaan met uitgebreide marketing.

## De oorlog
De Coca-Cola Company had vanouds bijna het monopolie op de frisdrank waar ze haar bestaan aan te danken had. Andere merken waren slechts marginaal aanwezig. Het lukte Pepsi evenwel in de jaren na de oorlog zijn merk enorm te versterken en zijn imago te verbeteren. Navenant steeg het marktaandeel dan ook totdat Pepsi een serieuze concurrent van Coca-Cola werd. Eind jaren zeventig begon Pepsi in de Verenigde Staten zelfs meer af te zetten dan Coca-Cola.
Als beginpunt van deze marketingoorlog neemt men meestal de blindproefreclames van Pepsi. In deze reclames moesten geblinddoekte mensen twee soorten cola drinken, waarbij Pepsi natuurlijk als beste uit de bus kwam. Deze uiterst succesvolle reclamecampagne werd met vele variaties tot in de jaren negentig doorgezet en de clou is bekend komen te staan als de Pepsitest. Een andere marketingtechniek was het inhuren van beroemdheden die het merk promootten. Vooral Pepsi was hier sterk in: het bedrijf sponsorde het liefdadigheidsconcert Live Aid en wist zelfs Michael Jackson voor zijn reclames in te huren.
De reactie van Coca-Cola kwam in de vorm van veranderingen aan het product. Men bracht een suikervrije versie uit (Diet Coke, buiten de Engelssprekende wereld bekend als Coca-Cola light) en in 1985 werd de formule drastisch vernieuwd. Coca-Cola had zelf namelijk ook onderzoek uitgevoerd waaruit bleek dat de meeste mensen inderdaad Pepsi Cola lekkerder vonden dan Coca-Cola. Een reden waarom mensen Pepsi boven Coca-Cola verkozen was dat Pepsi zoeter was; Coca-Cola ging zijn product daarom ook zoeter maken. Behalve de samenstelling en daarmee de smaak werd ook het artwork anders; de hele marketingmix werd dus omgegooid. Dit product zou bekend komen te staan als New Coke. Hoewel men meende dat het merk Coca-Cola te lang hetzelfde was gebleven en daarom aan vernieuwing toe was liep de introductie desastreus uit. Volgens Pepsi "gaf Coca-Cola hiermee toe" dat Pepsi Cola beter was, "anders zou Coca-Cola het recept immers niet veranderen". Alle werknemers van Pepsi kregen een vrije dag, en Pepsi verklaarde publiekelijk de "Cola-oorlog" gewonnen te hebben. Wat erger was voor Coca-Cola, was dat een deel van de Coca-Coladrinkers het nieuwe product niet accepteerde. Na een paar maanden werd de oude Coca-Cola weer op de markt gebracht onder de naam 'Coca-Cola Classic'.
In de jaren daarna, ook in de jaren negentig, ging Pepsi door met het inhuren van sterren om zijn drank aan te prijzen. Daardoor werd het meer dan Coca-Cola bekend als jongerenmerk, wat nog benadrukt werd door de GeneratioNext-campagne. Onder meer de Spice Girls, Britney Spears, Beyoncé, Shakira en de Britse voetballer David Beckham dienden als boegbeelden. Coca-Cola huurde geen popsterren in maar sponsorde wel veel grote sportevenementen. De reclamecampagnes van dit bedrijf dienden vooral om het merk sterk te houden; vaak zetten ze Coca-Cola als een drank voor iedereen neer. Na het New Coke-debacle is de strategie dus vooral continuïteit. Hiermee won Coca-Cola echter wel een groot deel van de markt terug.
Hoewel concurrentiestrijd niets nieuws was en marketingoorlogen ook al veel vaker waren voorgekomen kende de Cola-oorlog zijn weerga niet in de economische geschiedenis. Veel van de gebruikte reclametechnieken zijn klassiek geworden. Een ongunstig effect was de kartelvorming die eruit voortvloeide doordat met veel supermarktketens afspraken over de distributie van ofwel het ene of het andere merk werden gemaakt.